# Staré Mitrovice (tvrz)
Mitrovice jsou zaniklá tvrz ve Starých Mitrovicích u města Sedlec-Prčice v okrese Příbram ve Středočeském kraji. Dochovalo se z ní tvrziště, jehož pozemky a pozůstatky jsou chráněny jako kulturní památka.

## Historie
Ve druhé polovině 14. století v Mitrovicích sídlili členové vladyckého rodu, který užíval přídomek „z Mitrovic“. Patřili k nim Aleš připomínaný roku 1387 a jeho následovníci: Bohuněk (1390), Jindřich (1396) a Přibík (1400). První písemná zmínka o tvrzi pochází z let 1432–1436, kdy byla sídlem Herberta z Otradovic, který stál během husitských válek na straně husitů.
Před rokem 1454 vesnici získal Bohuslav z Nemyšle. Po jeho smrti statek zdědili a rozdělili na poloviny bratři Mikuláš a Jan Mitrovští z Nemyšle. Mikuláš žil ještě roku 1487, ale krátce poté zemřel. Zůstali po něm dva nezletilí synové, jejichž polovinu Mitrovic prodali poručníci Bohuslavovi z Nemyšle, který snad byl třetím Mikulášovým synem. Po něm následoval jiný Bohuslav z Nemyšle, který zemřel roku 1531. Jeho čtyři synové se v roce 1539 rozdělili o majetek: Jindřichovi připadl dvůr Kvašťov, Petrovi dvůr v Jetřichovicích a Jan s Jiřím dostali každý polovinu mitrovické tvrze. Podle smlouvy Janovi připadly světnice, komory a síně, zatímco Jiří dostal velkou světnici, další světnice a komory a věž s krovem. Společně vlastnili některé chodby a cesty, most, vězení ve věži, pivovar a lázeň. O ranní zvon a hodiny se dělili i s prvními dvěma bratry. Jiří poté v roce 1548 koupil bratrovu polovinu a stal se jediným majitelem tvrze. V roce 1575 statek rozšířil o část Přestavlk a Vísky.
V blíže neznámé době (podle Miloslava Bělohlávka v roce 1584) mitrovický statek koupil Mikuláš Velemyský z Velemyšlevsi. Vedl mnoho sporů se svými sousedy a v roce 1602 byl zavražděn v Praze. Statek zdědili jeho synové, z nichž nejstarší Maxmilián Velemyský z Velemyšlevsi v roce 1604 vyplatil podíly svých bratrů. Oženil se s Kateřinou Křámkou z Jelčan, díky jejímuž věnu se mitrovické panství rozrostlo o Vrchotice a Třebnici. Po otcově smrti v roce 1615 je zdědili synové, ale brzy zemřeli, takže majetek připadl jejich sestře Anně Johaně Velemyské, provdané Vřesovcové. Ta v roce 1625 Mitrovice, Vrchotice a Třebnici prodala Jindřichovi z Donína. Další majitelé se rychle střídali: v roce 1628 statek koupil Šimon Aplman z Kalchreitu, roku 1629 Anna Saloména Černínová, rozená Hradišťská z Hořovic, a o dva roky později jej od ní získal její manžel Heřman Černín z Chudenic. Ten Mitrovice ještě téhož roku vyměnil s Humprechtem Černínem, který ale v následující roce zemřel, a majitelem statku se stal jeho syn Jan Černín z Chudenic. Jemu patřil až do smrti v roce 1642. Z jeho synů Mitrovice zdědil nejstarší Humprecht Jan, ale roku 1659 rozprodal celý svůj majetek. Mitrovice a Přestavlky koupil Petr Vilém z Říčan s manželkou Marií Maxmiliánou, rozenou z Doudleb. V roce 1670 Mitrovice prodali Arnoštu Vratislavovi z Mitrovic. Podle smlouvy byla tvrz zchátralá a voda v příkopu byla jen pod padacím mostem. Vrchnostenským sídlem tehdy býval panský dům u poplužního dvora. V roce 1685 panství získali Herbersteinové a roku 1724 je koupil Jan Josef Vratislav z Mitrovic, který založil zámek Nové Mitrovice.

## Stavební podoba
Z mitrovické tvrze se dochovalo pouze okrouhlé tvrziště u poplužního dvora, ale původní zástavba měla čtverhranný půdorys. Opevnění tvořil příkop a val. Příkop je zčásti naplněn vodou, ale na centrálním pahorku byl postaven novodobý dům čp. 6.